# Turguénevo (Saràtov)
|  | Per a altres significats, vegeu «Turguénevo». |

Turguénevo (en rus: Тургенево) és un poble (un possiólok) de l'óblast de Saràtov, a Rússia, segons el cens del 2010 tenia 977 habitants. Pertany al districte municipal d'Atkarsk.